# Rajka kadeřavá
Rajka kadeřavá (Manucodia comrii Sclater, 1876) je asi 43 cm dlouhý pták z čeledi rajkovitých. Má lesklé fialové, černé a zelené peří, červenou duhovku a žlutozelená horní prsa a peří na krku. Samička je mírně menší. Má hmotnost 450 gramů a pokud jde o tělesnou velikost, je největším ve svém rodě. Druh je endemický na Papui Nové Guineji. Patří mezi nejtěžší a největší druhy rajek, stravou je především ovoce. Britský zoolog Philip Lutley Sclater druh pojmenoval po Dr. Peter Comrie, který jej objevil roku 1874. V IUCN je hodnocen jako málo dotčený a je uveden v příloze II CITES.